# 三井村 (石川県)
三井村（みいむら）は、石川県鳳至郡に存在した村である。

## 地理

### 隣接していた市町村
- 町
  - 穴水町、鵜川町
- 村
  - 河原田村、大屋村、本郷村、住吉村、柳田村

## 歴史

### 沿革
- 1889年（明治22年）4月1日 町村制の施行により、鳳至郡渡合村、興徳寺村、本江村、仁行村、中村、与呂見村、長沢村、漆原村、小泉村、新保村、細屋村、内屋村、市ノ坂村及び洲衛村を廃し、その区域をもって鳳至郡三井村を設置する。
- 1945年（昭和20年）字洲衛の区域の一部を字三洲穂に設定する。
- 1954年（昭和29年）3月31日 鳳至郡輪島町、大屋村、河原田村、鵠巣村、西保村、三井村及び南志見村を廃し、その区域をもって輪島市を設置する。三井村の15大字は三井町を冠して輪島市に継承。

## 行政

### 村長
| 代 | 人                        | 氏名       | 就任                      | 退任                     | 備考 |
| -- | ------------------------- | ---------- | ------------------------- | ------------------------ | ---- |
|    |                           | 山形由太郎 | 1947年（昭和22年）4月5日  | 1951年（昭和26年）4月4日 |      |
|    | 1951年（昭和26年）4月23日 | 山形由太郎 | 1954年（昭和29年）3月30日 |                          |      |

## 交通

### 鉄道
村内を国鉄七尾線が通過し、能登三井駅が所在していた。

## 教育

### 学校
- 三井村立三井中学校
- 三井村立三井小学校